# Magie rose
Pour le film, voir Magie rose (film).
Albums de Diane Dufresne
J’me sens ben - Enregistrement public à l’Olympia
(1978) Diane Dufresne et Les Violons du Roy
(2013)
Magie rose est le cinquième album live de la chanteuse québécoise Diane Dufresne enregistré le 16 août 1984 au Stade olympique de Montréal devant un public de 55 000 personnes.

## Édition 33 tours

### Titres
| 1. | Oxygène                                     | Luc Plamondon   | Germain Gauthier   | 6:47 |
| 2. | Les Hauts et les Bas d'une hôtesse de l'air | Luc Plamondon   | François Cousineau | 5:57 |
| 3. | La Vie en rose                              | Édith Piaf      | Louiguy            | 4:10 |
| 4. | Champagne (avec Jacques Higelin)            | Jacques Higelin | Jacques Higelin    | 5:23 |

| 1. | Hollywood Freak                     | Diane Dufresne, Luc Plamondon | François Cousineau   | 4:00 |
| 2. | Le Parc Belmont                     | Luc Plamondon                 | Christian Saint-Roch | 5:36 |
| 3. | J'ai douze ans                      | Luc Plamondon                 | Germain Gauthier     | 4:50 |
| 4. | Je voulais te dire que je t'attends | Michel Jonasz, Pierre Grosz   | Michel Jonasz        | 5:40 |

## Crédits
- Musiciens :
  - Basse : Claude Arsenault
  - Batterie : Marty Simon
  - Guitares : Jean-Marie Benoît
  - Claviers : Paul Picard, Jeff Fisher, Rob Yale, Jimmy Tanaka
  - Percussions : Marty Simon
- Chœurs : Marty Simon
- Programmation synthétiseurs :
- Enregistrement synthétiseurs :
- Effets spéciaux : Jamie Lane
- Ingénieurs du son : Michel Léveillée (assisté de Jamie Lane)
- Arrangements : Marty Simon (assisté d'André Lambert)
- Direction musicale : Marty Simon (assisté d'André Lambert)
- Prise de son : Michel Lardie, Guillaume Bengle, Norman Fortier (assisté de Harvey Robitaille et Paul Coderne)
- Mixage : Amérilys, Jamie Lane, Michel Delaney
- Conception pochette : André Panneton, Christiane Valcourt
- Réalisation : Jamie Lane
- Enregistrement : Le Studio Mobile
- Production : Kébec-Disque